# Marco Marini
Marco Marini est un hébraïsant italien, né à Brescia en 1542 et décédé dans la même ville le 20 mai 1594.

## Biographie
Né vers 1541 à Brescia, il prit jeune l’habit religieux dans congrégation des chanoines de St-Sauveur. Les connaissances qu’il acquit dans les langues orientales le firent appeler à Rome, où Grégoire XIII le chargea de revoir les écrits des rabbins et d’en faire disparaître les passages contraires aux croyances catholiques. Pour le récompenser de ce travail, le pape lui fit offrir successivement plusieurs évêchés ; mais il eut la modestie de les refuser. Ayant obtenu la permission de se retirer à Brescia, il y préparait un Commentaire sur les Psaumes, lorsqu’il mourut en 1594.

## Œuvres
- Grammatica linguæ sanctæ, Bâle, 1580, in-4° ;
- Arca Noë, seu thesaurus linguæ sanctæ novus, Venise, 1593, 2 vol. in-fol. Le premier est orné du portrait de Marini, ovale dans un cadre. Ce lexique, devenu très-rare, est fort recherché.
- Annotationes litterales in Psalmis, Bologne, 1748-50, 3 vol. in-4°. Ce Commentaire avait été annoncé dès 1732 par la publication d’un specimen (voy. Querini, Epistol. ad Saxium, p. 24) ; il ne fut cependant imprimé que seize ans après par les soins de Mingarelli, qui le fit précéder d’une Vie de l’auteur, écrite, dit Tiraboschi, avec autant d’exactitude que d’élégance (voy la Storia della letterat. ital.)